# (3813) Fortov
(3813) Fortov est un astéroïde de la ceinture principale.

## Description
(3813) Fortov est un astéroïde de la ceinture principale. Il fut découvert le 30 août 1970 à Naoutchnyï par Tamara Smirnova. Il présente une orbite caractérisée par un demi-grand axe de 2,19 UA, une excentricité de 0,18 et une inclinaison de 4,2° par rapport à l'écliptique.

## Compléments